# テトラメチルエチレンジアミン
テトラメチルエチレンジアミン (tetramethylethylenediamine) は、有機化合物の一種で、エチレンジアミンの N-メチル化により合成されるアミンである。不快な魚臭を持つ無色の液体。TMEDA, TEMED, TMED, TMEN などの略称で呼ばれる。pKb（塩基解離定数）は 5.85。消防法に定める第4類危険物 第1石油類に該当する。

## 有機/無機合成における用途
テトラメチルエチレンジアミンは金属イオンへのキレート配位子（二座配位子）として用いられる。さまざまな金属塩と安定な錯体を作り、有機溶媒へ可溶化させる。
有機金属化学では、リチウムイオンへの親和性がよく知られる。n-ブチルリチウム (n-BuLi) が作る6量体クラスターに作用し、活性化させる。この n-BuLi/TMEDA 錯体はベンゼン、フラン、チオフェン、N-アルキルピロール、フェロセンなどのプロトンを、場合によっては 2個引き抜くほどの強い塩基性を示す。さまざまな有機金属のアート錯体が、[Li(TMEDA)2]+ を対カチオンとする形で単離されている。それらの錯体では、[Li(TMEDA)2]+ イオンは4級アンモニウムイオンのようなはたらきをしているが、塩基に対する耐性はずっと高い。

## 他の用途
テトラメチルエチレンジアミン（0.1～0.2% v/v）はペルオキソ二硫酸アンモニウム（APS）とともに、アクリルアミドをポリアクリルアミドゲルとする重合・ゲル化反応の開始剤として用いられる。ポリアクリルアミドゲルはポリアクリルアミドゲル電気泳動(PAGE) やウェスタンブロッティングで担体とされる。